# Imunohemijske metode
Imunohemijske metode obuhvataju niz imunoloških testova koji podrazumevaju detekciju ili određivanje titra antigena ili antitela u datom uzorku seruma. Ove metode imaju široku dijagnostičku primenu u kliničkoj praksi.

## Princip
Izuzetna specifičnost antitela za antigene čini antitela važnim reagensima za detekciju i prečišćavanje antigena. Obrnuto, kao reagens za identifikaciju i kvantifikaciju specifičnih antitela koriste se antigeni. Razvitak tehnike proizvodnje monoklonskih antitela uslovio je mogućnost dobijanja antitela za gotovo svaki tip makromolekula, čime su tehnike bazirane na reakciji antigen-antitelo dobile široku primenu u istraživačkom radu i kliničkim ispitivanjima.
Detekcija antigena ili antitela je moguća ukoliko reakcija antigen-antitelo može biti vizuelizovana ili izmerena. Selekcija metode zavisi od karakteristika antigena (veličina, broj i struktura antigenskih determinanti), karakteristika odgovarajućih antitela (specifičnost, aviditet) i koncentracije antigena koji se određuje. Kritični faktor koji determiniše da li će imunski kompleksi biti detektovani u rastvornoj formi ili kao precipitat, pored koncentracije antigena koju treba odrediti, je odnos koncentracija antigena i antitela (shodno Hajdelbergu i Kendalu).
Tehnike koje se baziraju na reakciji antigen-antitelo se mogu podeliti u dve kategorije: indirektne i direktne. Indirektnim metodama koje omogućavaju direktnu vizuelizaciju imunoprecipitata svojstvena je relativna neosetljivost jer je neophodno prisustvo dovoljno reaktanata za formiranje vidljivih precipitata, odnosno agregata imunskih kompleksa. Direktna merenja antigen-antitelo kompleksa su veoma osetljiva, jer se koriste uređaji koji direktno mere reakciju i ne zavise od formiranja vidljivog precipitata.

## Precipitacione metode
Metode sa precipitacijom se izvode se u polutečnom medijumu, a antigen-antitelo sistemi su podešeni tako da se test odvija u okviru zone ekvivalence.

### Radijalna imunodifuzija
Test se izvodi u gelu od agara u koji su inkorporirana odgovarajuća antitela za antigen koji treba determinisati. Uzorak se aplicira na rupe u agaru. Antigen iz uzorka difunduje radijalno kroz gel, interaguje sa antitelom i kada se dostigne zona ekvivalence formira se precipitirajući prsten. Prema Mancini-ju dijametar prstena je proporcionalan logaritmu koncentracije pošto je količina antitela konstatnta. Prema Fahey-u brzina difuzije zavisna od koncentracije antigena se koristi za merenja, čime se skraćuje vreme reakcije u poređenju sa Mancini-jem. 
U oba slučaja koncentracija antigena se određuje korišćenjem kalibracione krive koja se konstruiše korišćenjem različitih koncentracija standardnog antigena. Ukoliko se pojavi više od jednog prstena došlo je do više antigen-antitelo reakcija.

### Imunoelektroforeza
Elektroforetska separacija proteina se zasniva na razlikama u električnom naboju ili molekulskim masama različitih proteina. 
Pod dejstvom jednosmerne struje kretaće se prema anodi odnosno katodi zavisno od sopstvenog naboja. Ako se posle izvesnog vremena separacija zaustavi, i proteini se denaturisanjem fiksiraju za nosač, dobiće se poznata slika elektroforetske sepaparacije. Najveću primenu danas ima elektroforeza u poliakrilamidu u prisustvu SDS-a, dok su se elektroforeza na papiru, celuloza-acetatu i agaroznom gelu zadržale u kliničkim ispitivanjima.
Kada je cilj da se utvrdi prisustvo određenog proteina, i eventualno odredi njegova količina u određenom uzorku, elektroforeze proteina odvijaju se u poliakrilamidnim gelovima (PAA), koji imaju odlike molekulskog sita. Korišćenjem jakog анјонskog deterdženta, natrijum-dodecilsulfata (SDS), obezbeđuju se uslovi pod kojima dolazi do disocijacije proteina u individualne polipeptidne podjedinice i istovremeno se minimizira njihova agregacija. U SDS-PAGE gelovima, proteini vezuju SDS čime stiču negativno naelektrisanje. Količina SDS-a koji je vezan je gotovo uvek proporcionalna molekulskoj težini polipeptida, a nezavisna od peptidne sekvence, tako da SDS-polipeptidni kompleksi migriraju kroz PAA gelove u zavisnosti od veličine tj. molekulske težine. Detekcija elektroforetski razdvojenih denaturisanih proteina vrši se imunološkim reakcijama. Antitela specifična za ciljne proteine se dodaju u proreze koji se prave u gelu. Kako antitelo difuzuje kroz gel u zoni ekvivalence se formiraju precipitinske linije na mestu odigravanja reakcije antigen-antitelo. Na osnovu debljine precipitinskih linija se grubo može odrediti i količina proteina u uzorku.

### Elektroimunodifuzija
Metod se sastoji od jednodimenzionalne elektroforetske separacije proteina u agaroznom gelu koji sadrži antiserum. Ciljni protein u uzorku precipitira sa odgovarajućim antitelima u gelu u okviru zone ekvivalence u obliku rakete (tzv. „raketna elektorforeza“). Dužina rakete je proporcionalna koncentraciji antigena.

### Dvodimenzionalna imunoelektroforeza
Ukoliko se za separaciju koriste medijumi sa kontinuiranim gradijentom pH, proteini će migrirati do vrednosti pH koja odgovara njihovoj izoelektričnoj tački kada gube naboj, postaju neutralni i prestaju da se kreću. Ovim su obezbeđeni uslovi za postupak izoelektrofokusiranja. U dvodimenzionalnoj elektroforezi se proteini u prvoj dimenziji separišu izoelektrofokusiranjem, a u drugoj dimenziji koja je upravna na pravac separacije u prvoj dimenziji, podvrgavaju se SDS-PAGE-u.

### Aglutinacija
Kada je antigen čestica, reakcija antigena sa antitelom se detektuje aglutinacijom antigena. Termin aglutinin se koristi za opisivanje antitela koja aglutinišu korpuskularne antigene. Kada je antigen eritrocit koristi se termin hemaglutinacija. Aglutinacioni testovi mogu biti kvalitativni, kada se koriste za ispitivanje prisustva antigena ili antitela, i kvantitativni 
kada se određuje nivo antitela za određeni antigen.
Determinacija krvnih grupa
Svaka individua ima aglutinišuća antitela na antigene za krvne grupe koje ne poseduju. Ova antitela poznata i kao kompletna ili prirodna antitela pripadaju IgM klasi. IgM antitela su prisutna kao pentameri koji mogu simultano da vežu nekoliko determinanti eritrocita u neposrednoj blizini i aglutinišu ove ćelije. Kompletna antitela usmerena protiv determinanti krvnih grupa se moraju diferencirati od nekompletnih, koja pripadaju IgG klasi i koja su manja od IgM i ne mogu da uspostave vezu između dve ćelije. Do hemaglutinacije ne dolazi ukoliko se distanca između eritrocita ne smanji do te mere da se može premostiti IgG antitelima, što se postiže suspendovanjem eritrocita u albuminu ili rastvoru niske jonske jačine. Aglutinacija eritrocita „ogrnutih“ nekompletnim antitelima je moguća dodavanjem anti-antitela koja se vezuju za nekompletna antitela na dva eritrocita koja se nalaze u neposrednoj blizini (Kumbsova tehnika).
Aglutinacija bakterija (detekcija antitela, Vidalova reakcija)
Suspenzija ubijenih ili inaktiviranih bakterija se koristi kao antigen i inkubira sa serumom pacijenta. Pojava aglutinacije je indikator prisustva odgovarajućeg antitela u serumu.
Detekcija antigena (Gruberova reakcija)
Za klasifikaciju i određivanje tipova bakterija čiste kulture se inkubiraju sa odgovarajućim klasama i antiserumima specifičnih za određeni tip.
Indirektna (pasivna) hemaglutinacija
Premda se za testove aglutinacije koriste korpuskularni antigeni, ukoliko se za eritrocite veže rastvorni antigen (npr. viralni antigen, poput polisaharida) ovi „ogrnuti“ eritrociti se mogu koristiti za test aglutinacije na rastvorne antigene.
Testovi inhibicije aglutinacije
Direktni testovi se zasnivaju na tome da izvesni virusi produkuju aglutinine koji dovode do aglutinacije eritrocita, i ukoliko serum sadrži antitela na viralne aglutinine aglutinacija je inhibirana. U indirektnim testovima se koriste stabilizovani eritrociti za koje su vezani antigeni i odgovarajuća antitela: 
- ukoliko dodati uzorak ne sadrži antigen koji odgovara antitelu dolazi do aglutinacije eritrocita (negativan rezultat testa);
- ukoliko je antigen prisutan u uzorku on se vezuje antitela i hemaglutinacija je inhibirana (pozitivan rezultat testa).

## Metode sa obeleživačima
Savremene imunološke metode za kvantifikaciju koncentracije antigena su zasnovane na posedovanju čistog antigena ili antitela čija količina se može meriti indikatorskim molekulom. Antigeni i antitela su obeleženi fluoroforima (imunofluorescentne metode), radioaktivno (radioimunološke metode), enzimima (enzimske imunološke metode) ili hemiluminiscentnim obeleživačima (luminiscentne imunološke metode).

### Obeleživači
Radioaktivni obeleživači
Najčešće se koristi izotop 125I sa poluživotom od 60 dana.
Enzimski obeleživači
Enzimi koji se često koriste su alkalna fosfataza, peroksidaza rena i glukozo-6-fosfat dehidrogenaza.
Fluorescentni obeleživači
Fluorofore su molekuli koji apsorbuju energiju koju oslobađaju u vidu fotona u toku vremenskog perioda od 10-8 s. Najčešće se koriste fluorescin i rodamin.
Luminiscentni obeleživači
Hemiluminiscencija je svetlost koja se emituje tokom hemijske reakcije. Visoko aktivni su estri akridinijuma i izoluminol. Bioluminscencija je svetlost koja se produkuje tokom enzimske reakcije. Emitovana svetlost se meri detektorom.

### Obeležavanje antitela
Direktno obeležavanje antitela postiže se vezivanjem antitela sa obojenim ili radioaktivno obeleženim molekulom. Vizuelizacija antigen-antitelo kompleksa postiže se i indirektno, naknadnom inkubacijom sa obeleženim sekundarnim antitelom (anti-antitelom). Sekundarna antitela mogu biti obeležena biotinom i naknadno inkubirana sa streptavidinom/avidinom, koji su vezani za enzim koji može dati kolorimetrijsku reakciju u prisustvu odgovarajućeg supstrata, a aktivan je samo ako je deo kompleksa antigen/antitelo/sekundarno antitelo-biotin/ streptavidin.
Biotin i streptavidin (ili avidin) su molekuli koji se vezuju sa izuzetno visokim afinitetom i svaki molekul biotina ima 4 mesta za vezivanje streptavidina ili avidina. Korišćenjem ovako obeleženih sekundarnih antitela vidljivost antigen/antitelo kompleksa se umnožava minimalno 4 puta. Merenje obeleženog liganda nakon vezivanja antigena za antitelo se može vršiti u tečnoj fazi (homogene metode) ili nakon separacije vezanog od nevezanog obeleženog liganda (heterogene metode).

### Homogene metode
Nema potrebe za separacijom vezanog i slobodnog obeleženog antigena ili antitela jer je aktivnost obeleživača, obično enzima, modulisana vezivanjem antitela. Npr. uzorak koji sadrži analizirani antigen i obeleženi antigen se inkubiraju i kompetitori 
su za vezivna mesta antitela u rastvoru. Enzimski obeleživač antigena je katalitički aktivan samo ako nije vezan za antitelo. 
Nakon dodavanja supstrata homogenoj smeši konverzija supstrata je direktno proporcionalna koncentraciji analiziranog antigena u uzorku.

### Heterogene metode
Ove metode zahtevaju dodatni korak radi eliminacije nevezanog antigena ili antitela. One mogu biti:
- kompetitivne (svi reaktanti se pomešaju bilo simultano bilo sekvencijalno). U simultanoj metodi neobeleženi analizirani antigen i obeleženi antigen su kompetitori za ograničen broj antitela. Kako antitelo ima isti aviditet za obeleženi i neobeleženi antigen, vezivanje antitela za obeleženi antigen je inverzno proporcionalno koncentraciji neobeleženog antigena. U slučaju sekvencijalne metode najpre se antitelu dodaje neobeleženi antigen iz uzorka. Kada reakcija dostigne ravnotežu dodaje se konjugovani antigen. Konjugat će se vezati za antitelo svuda gde vezivno mesto nije okupirano neobeleženim imunogenom. Što je više imunogena u uzorku ili standardu, to će se manja količina antigena vezati. Nakon separacije koncentracija neobeoleženog antigena se određuje na osnovu obeleženog.
- nekompetitivne, tzv. „sendvič“ metode, koriste se dva različita antitela specifična za različite epitope antigena čija se koncentracija određuje. Fiksirana količina jednog antigena se pričvršćuje za površinu mikrotitarske ploče. Rastvor koji sadrži antigen nepoznate koncentracije ili serija rastvora sa poznatim koncentracijama antigena se dodaju i omogućava se vezivanje za antitelo. Nevezani antigen se uklanja ispiranjem i dodaje se drugo antitelo koje je obeleženo enzimom ili radioaktivnim elementom. Što se više antigena vezuje to je jači signal. Rezultati dobijeni na osnovu standardnih rastvora se koriste za konstrukciju krive. Od značaja je da ova dva antitela ne prepoznaju iste determinante što se može postići monoklonskim antitelima specifičnim za različite epitope.

### Imunofluorescentne metode
Kada je indikatorski molekul obeležen fluoroscentnim bojama sa različitim talasnim dužinama ekscitacije i emisije, a detekcija se vrši laserskim uređajima sa mogućnošću merenja intenziteta fluoroscencije, radi se o imunofluorescentnim metodama. Ove metode su kombinacija histoloških i imunoloških tehnika i koriste se za detekciju antigena u tkivima, izolovanim ćelijama, mikroorganizmima. Mogu biti direktni, kada se za detekciju antigena u tkivima, ili vezanih za ćelije koriste se specifična antitela konjugovana sa fluorescentnim molekulom i indirektni, kada se koriste anti-antitela obeležena fluorescentnim molekulom.

### Radioimunološke metode ()
Indikatorski molekul je obeležen radioizotopom. Radioimunološke metode su najosetljivije kvalitativne i kvantitativne tehnike koje su našle široku primenu za merenje prisustva i koncentracije antigena, prisustva, koncentracije i afiniteta antitela i dokazivanje imunokompleksa.

### Enzimske imunološke metode ()
U slučaju enzimskih imunoloških metoda indikatorski molekul je kovalentno kuplovan za enzim, a kvantifikacija se vrši spektrofotometrom koji detektuje stopu kojom enzim konvertuje supstrat u obojeni produkt. Postoji nekoliko varijacija ove dve metode ali je najčešće u upotrebi nekompetitivna metoda. Najčešće se koriste enzimi koji konvertuju bezbojni supstrat u obojeni produkt, na primer p-nitrofenilfosfat se konvertuje u žuti p-nitrofenol alkalnom fosfatazom. Kompetitivni ELISA metod (engl. Enzyme-Linked Immunosorbent Assay) je opcija kada par antitela nije dostupan za ciljni molekul. Koristi se peroksidaza rena koja može biti kuplovana ili sa antigenom ili sa primarnim antitelom.

## Analize antigena ili antitela u formi solubilnih imunskih kompleksa
U tehnikama za determinaciju nepoznate koncentracije antigena u rastvoru, imunonefelometriji i imunoturbimetriji, primenjuje se umereni višak antitela. Pod takvim uslovima formiraju se imuni kompleksi koji su i dalje rastvorni 0.5 μm veličine što je u korelaciji sa molekularnom masom od 100 miliona Daltona. Takav kompleks sadrži oko 100 molekula antigena i 200 antitela.

### Imunonefelometrija
Imunonefelometrija je aplikacija nefelometrije za određivanje koncentracije antigena. Nefelometrija je optička metoda kojom se meri intenzitet svetlosti rasute od strane čestica suspendovanih u fluidu ili makromolekula u rastvoru. Zasniva se na svojstvu razblažene suspenzije mikropartikula da rasipa svetlost.
Inicijalni antigen-antitelo kompleksi su makromolekuli koji ne rasipaju svetlost. Međutim, ovi kompleksi imaju sposobnost da formiraju agregate. Veličina agregata raste u toku nekoliko minuta do nekoliko sati dok njihova sposobnost da rasipaju svetlost ne dostigne maksimum. Ukoliko se koncentracija jednog reaktanta održava na konstantnom nivou, onda će stopa rasipanja svetlosti rasti sa rastućom koncentracijom drugog reaktanta, do dostizanja maksimalne vrednosti. Rasuta svetlost se sakuplja i meri u detektoru pod određenim uglom (najčešće 13-24ο). Bilo porast stepena rasipanja svetlosti bilo maksimalna vrednost se mogu kalibrisati za različite koncentracije reaktanata radi dobijanja kalibracione krive. Nepoznate koncentracije se onda mogu određivati merenjem odgovora i upoređivanjem sa standardnom krivom.
U slučaju viška antitela, koncentracija solubilnih imunskih kompleksa merena posredstvom intenziteta rasute svetlosti je proporcionalna koncentraciji antigena. U slučaju viška antigena veličina solubilnih imunih kompleksa opada sa porastom koncentracije antigena, a na osnovu izmerenog signala stiče se pogrešna slika o niskoj koncentraciji antigena. Stoga se uzorak koji sadrži ciljni antigen razblažuje do uspostavljanja koncentracije koja spada u domen rastućeg dela Heidelbrerg-Kendalove krive, dok test reagens sadrži konstantnu količinu specifičnih antitela.
Formiranje imunskih kompleksa se meri u nefelometru nakon dodavanja pufera, specifičnog antiseruma i uzorka koji sadrži ciljni protein. Laserski snop svetlosti usmeren kroz kivetu biva rasut od strane imunskih kompleksa. Električni signal koji se sistemom sočiva usmerava ka fotodetektoru je proporcionalan intenzitetu rasute svetlosti i konvertuje se u koncentraciju proteina korišćenjem standardne krive. Zavisno od geometrijskog aranžmana detektora detektuje se samo deo rasute svetlosti. Talasna dužina svetlosti i veličina partikula determinišu optimalni ugao za merenje.
Svetlost rasuta od strane antigen-antitelo kompleksa se može meriti:
- po završetku reakcije tzv. metodom krajnje tačke kada se dozvoljava reakciji da se odigra tokom definisanog vremena npr. 15-30 minuta i meri se maksimalan odgovor;
- kontinualno tokom reakcije tzv. metodom fiksnog vremena baziranoj na određivanju razlike između dve vrednosti merene u različitim vremenskim periodima. Prvo merenje se obavlja nakon 7,5 sekundi od dodavanja svih komponenti reakcije, a drugo merenje nakon inkubacije od npr. 6 min, 12 min tj. u skladu sa uputstvima testa. Prednost ovog metoda se ogleda u oduzimanju signala koji se javlja i u slučaju kada kompleksi antigena i antitela nisu formirani.

Daljim dodavanjem antigena ili antitela može se proveriti da li je merenje vršeno u rastućem delu krive, što je slučaj kada dodavanje antigena rezultuje u povećanju signala ili ako dodavanje antitela ne dovodi do promena u signalu.

### Imunoturbidimetrija
Imunoturbidimetrija je metoda kojom se koncentracija antigena određuje na osnovu apsorpcije svetlosti od strane solubilnih imunih kompleksa. Solubilni imuni kompleksi se formiraju dodavanjem uzorka antiserumu i pufera, koji sadrži akcelerator koji omogućava kinetička merenja u skladu sa principom fiksiranog vremena. Povećanje apsorpcije na 334 ili 340 nm se meri u okviru definisanog intervala vremena.

## Dodatna Literatura
1. Abbas, Abul K., Lichtman, Andrew H. (2003). Cellular and Molecular Immunology (5. изд.). USA: Saunders. стр. 43—64.
2. Carl D. Deaton; Kameron W. Maxwell; Richard S. Smith & Robert L. Creveling. (1976). „Use of Laser Nephelometry in the Measurement of Serum Proteins”. Clinical Chemistry. 22 (9): 1465—1471.
3. Miletić, Vojislav D, Miletić, Ivanka (1997). Imunohemijske metode. Beograd: Društvo medicinskih biohemičara Jugoslavije.
4. Thomas Lothar (1998). Clinical Laboratory Diagnosis, Use and Assessment of Clinical Laboratory Results (1. изд.). Frankfurt/Main, Germany: TH-Books Verlagsgesellschaft mbH. стр. 1427—1441.